# 龙舟路街道
龙舟路街道，是中华人民共和国四川省成都市锦江区曾经下辖的一个街道。
2019年12月25日，成都市人民政府批复同意撤销莲新街道、龙舟路街道和东光街道，将原莲新街道和原龙舟路街道龙舟社区、莲桂西路社区所属行政区域划归牛市口街道管辖；设立东湖街道，将原东光街道和原龙舟路街道河滨社区、石牛堰社区所属行政区域划归东湖街道管辖。

## 行政区划
龙舟路街道下辖以下地区：
河滨社区、龙舟社区和顺江社区。